# Nádia Campeão
Nádia Campeão (27 de febrero de 1958) es una ingeniera y política brasileña, es parte del Partido Comunista de Brasil. Fue vicealcalde de São Paulo y la segunda mujer a cargo de esta oficina. Fue la primera mujer en dirigir la Secretaría Municipal de Deportes de Sao Paulo.

## Biografía
Se graduó como ingeniera agrónoma en la Escuela Superior de Agricultura Luiz de Queiroz y se unió al Partido Comunista de Brasil en 1978. 
Ha trabajado durante 38 años en el Partido Comunista de Brasil. 
Entre 2001 y 2004, fue la primera mujer en dirigir la Secretaría Municipal de Deportes de São Paulo, trabajó en la creación de Centros Educativos Unificados.
En 2012, fue elegida teniente de alcalde de São Paulo. En 2016, Nadia también fue secretaría de educación de Sao Paulo y representante de la Presidencia de Mercociudades.